# 夜明けのヒッチ・ハイク
「夜明けのヒッチ・ハイク」（原題：Hitchin' a Ride）は、ミッチ・マレーとピーター・カランダーによって書かれ、1969年後半にイギリスのポップ・ロックバンドのヴァニティ・フェアのシングルとして発表された楽曲。1970年2月に全英シングルチャートで16位を記録したが、アメリカ合衆国ではよりヒットとなり1970年6月27日に Billboard Hot 100 で5位を記録した。Billboard の1970年の年間チャートでは14位となった。
楽曲では、所持金がないためヒッチハイクをしようとする若者が描かれる。前奏と、コーラスとヴァースの間で使われる2本のリコーダーが有名。
ピアノの高音部、ベース、ドラム、ギターとともにベースラインを繰り返すエレクトリックピアノをフィーチャーしたミドルセクションも有名で、終盤のフェードアウト前でも使用されている。アメリカ版シングルでは最後のフェードアウト前に繰り返す "RIDE, RIDE" を削除し曲を短縮している。
本作はアメリカだけで100万枚を売り上げ、ゴールドレコードとなった。

## チャート成績（ヴァニティ・フェア）

### 週間チャート
| チャート (1969–70)                  | 最高 順位 |
| ----------------------------------- | --------- |
| カナダ RPM                          | 3         |
| ニュージーランド                    | 16        |
| 南アフリカ（Springbok Radio）       | 2         |
| 全英シングルチャート                | 16        |
| アメリカ Billboard Hot 100          | 5         |
| アメリカ Billboard Easy Listening   | 22        |
| アメリカ キャッシュボックス Top 100 | 4         |

| チャート (1970)            | 順位 |
| -------------------------- | ---- |
| カナダ                     | 49   |
| アメリカ Billboard Hot 100 | 14   |

## シニータによるヴァージョン
本作は同じく「夜明けのヒッチ・ハイク」（原題：Hitchin' a Ride）としてアメリカ合衆国の歌手シニータにカヴァーされた。2枚目のアルバム『Wicked』（1989年）に収録され、1990年にはそのアルバムからの5枚目かつ最後のシングルとしてリリースされた。プロデュースはラルフ・レネ・マウエ。B面には未発表の楽曲「I'm On My Way」が収録された。シングルはイギリスでは24位、アイルランドでは19位、オーストラリアでは131位を記録した。

### フォーマットとトラックリスト
7" シングル
1. "Hitchin' a Ride" – 3:42
2. "I'm on My Way" – 3:52

12" シングル
1. "Hitchin' a Ride" (extended version) – 6:35
2. "I'm on My Way" – 3:52

CD シングル
1. "Hitchin' a Ride" (extended version) – 6:35
2. "I'm on My Way" – 3:52
3. "Hitchin' a Ride" – 3:42

## 他のカヴァー・ヴァージョン
- カントリー歌手のジャック・リノ（英語版）によりカントリーミュージック・ヴァージョンがリリースされ、1971年にアメリカのカントリーチャートで12位を記録した。
- イギリスのグループのペーパー・レイス（英語版）は「Hitchin' a Ride '74」という1974年版を制作したが、チャート入りには至らなかった。
- 1986年にレコーディングされたリプレイスメンツによるヴァージョンは、2017年のライヴ・アルバム『For Sale: Live at Maxwell's 1986』に収録された。
- 渡辺美奈代によるカヴァー「夜明けのヒッチハイク」が1990年のシングル「ピチカート・プリンセス」のB面などに収録された。